# Edney Giovenazzi
Ednei Giovenazzi (Pederneiras, 12 de agosto de 1930) é um ator brasileiro.

## Biografia
Mudou-se para São Paulo, onde se formou em Odontologia. Sua estreia no teatro foi na peça 'O Sábio", de "Joracy Camargo", direção de ' José Pacheco", no ano de 1953. Participou em 1967 de três novelas da TV Tupi: Ioshico, um Poema de Amor, O Jardineiro Espanhol e O Pequeno Lord. Em 1968 foi para o Rio de Janeiro e, na TV Globo, atuou em O Santo Mestiço, A Cabana do Pai Tomás, A Grande Mentira, Pigmalião 70, A Próxima Atração,  O Homem Que Deve Morrer, Selva de Pedra e Os Ossos do Barão.
De volta a São Paulo, atuou novamente em várias novelas na TV Tupi, como  A Barba Azul, Ovelha Negra, Xeque-mate, O Julgamento e Salário Mínimo. Depois de aposentado como dentista no serviço público e deixar seu consultório, dedicou-se exclusivamente à arte do ator. Curiosamente, esta continua servindo-lhe para caracterização de seus personagens. Ednei foi o responsável pela concepção e confecção da arcada dentária de dois personagens nas novelas "A próxima atração”, onde fazia um personagem de um japonês, e na novela “Felicidade” como "Chico Treva". Em 1980, Giovenazzi fez Pé de Vento, na Bandeirantes. Voltou para a Globo, no Rio, onde participou de As Três Marias, Sétimo Sentido, Partido Alto, Livre para Voar, O Tempo e o Vento, Direito de Amar, Abolição, Que Rei Sou Eu?, Desejo, Felicidade e Tropicaliente. A seguir, atuou em Antônio Alves, Taxista, no SBT, Perdidos de Amor, na Bandeirantes,  e Brida, na TV Manchete. Em 2002 fez Sabor da Paixão, na TV Globo. Interpretou o Sr. Petroni no remake de Uma Rosa com Amor, exibido em 2010 pelo SBT. Aposentou-se em 2012 após Cheias de Charme.

## Carreira

### Televisão
| Ano  | Título                             | Personagem                | Notas                            | Emissora          |
| ---- | ---------------------------------- | ------------------------- | -------------------------------- | ----------------- |
| 1967 | Yoshico, um Poema de Amor          | Cawabata San              |                                  | Rede Tupi         |
| 1967 | O Jardineiro Espanhol              | Sir Harrington Brande     |                                  | Rede Tupi         |
| 1967 | O Pequeno Lord                     | —                         |                                  | Rede Tupi         |
| 1968 | O Santo Mestiço                    | Gerardo                   |                                  | Rede Globo        |
| 1969 | A Grande Mentira                   | Paulo Bacelar             |                                  | Rede Globo        |
| 1969 | A Cabana do Pai Tomás              | Mr. Legris                |                                  | Rede Globo        |
| 1970 | Pigmalião 70                       | Carlito                   |                                  | Rede Globo        |
| 1970 | A Próxima Atração                  | Yamashita                 |                                  | Rede Globo        |
| 1971 | O Homem que Deve Morrer            | Ricardo Lopes             |                                  | Rede Globo        |
| 1972 | Selva de Pedra                     | Jorge Moreno              |                                  | Rede Globo        |
| 1972 | Caso Especial                      | —                         | Episódio: "Dibuk, o demônio"     | Rede Globo        |
| 1973 | Caso Especial                      | Bertan                    | Episódio: "O Preço de Cada Um"   | Rede Globo        |
| 1973 | Os Ossos do Barão                  | Vicente                   |                                  | Rede Globo        |
| 1974 | A Barba Azul                       | Vitório, o Conde de Parma |                                  | Rede Tupi         |
| 1975 | Ovelha Negra                       | Padre Jonas               |                                  | Rede Tupi         |
| 1976 | O Julgamento                       | —                         |                                  | Rede Tupi         |
| 1976 | Xeque Mate                         | Rodolfo Bastos            |                                  | Rede Tupi         |
| 1978 | Salário Mínimo                     | Hermes                    |                                  | Rede Tupi         |
| 1980 | Pé de Vento                        | Edmundo                   |                                  | Rede Bandeirantes |
| 1980 | As Três Marias                     | Raul                      |                                  | Rede Globo        |
| 1982 | Sétimo Sentido                     | Horácio Sampaio           |                                  | Rede Globo        |
| 1984 | Partido Alto                       | Alceu                     |                                  | Rede Globo        |
| 1984 | Livre para Voar                    | Álvaro                    |                                  | Rede Globo        |
| 1985 | O Tempo e o Vento                  | Erasmo Graça              |                                  | Rede Globo        |
| 1985 | Uma Esperança no Ar                | Daniel                    |                                  | SBT               |
| 1987 | Direito de Amar                    | Augusto Medeiros          |                                  | Rede Globo        |
| 1988 | Abolição                           | Padre Ramos               |                                  | Rede Globo        |
| 1989 | Que Rei Sou Eu?                    | François Gaillard         |                                  | Rede Globo        |
| 1990 | Desejo                             | Camilo Ratto              |                                  | Rede Globo        |
| 1991 | Felicidade                         | Chico Treva               |                                  | Rede Globo        |
| 1994 | Tropicaliente                      | Bonfim                    |                                  | Rede Globo        |
| 1995 | Antônio Alves, Taxista             | Ariovaldo                 |                                  | SBT               |
| 1996 | Perdidos de Amor                   | Fabiano                   |                                  | Rede Bandeirantes |
| 1998 | Brida                              | Patrick                   |                                  | Rede Manchete     |
| 2000 | Brava Gente                        | Joalheiro                 | Episódio: "O Casamento Enganoso" | Rede Globo        |
| 2002 | Sabor da Paixão                    | Quintino Saraiva          |                                  | Rede Globo        |
| 2007 | Amazônia, de Galvez a Chico Mendes | Silveira                  |                                  | Rede Globo        |
| 2008 | Ciranda de Pedra                   | Dr. Madeira               |                                  | Rede Globo        |
| 2008 | Queridos Amigos                    | Seu Nicola                |                                  | Rede Globo        |
| 2009 | Paraíso                            | Prefeito Paulino          |                                  | Rede Globo        |
| 2010 | Uma Rosa com Amor                  | Giovani Petroni           |                                  | SBT               |
| 2012 | Cheias de Charme                   | Messias                   |                                  | Rede Globo        |

### Cinema
| Ano  | Título                                     | Personagem |
| ---- | ------------------------------------------ | ---------- |
| 1999 | No Coração dos Deuses                      | Anhanguera |
| 1995 | O Espiritismo - De Kardec aos Dias de Hoje | —          |
| 1991 | A República dos Anjos                      | —          |
| 1990 | Círculo de Fogo                            | —          |
| 1974 | Um Homem Célebre                           | —          |
| 1974 | O Marginal                                 | Fineza     |
| 1973 | Êxtase de Sádicos                          | Tesoureiro |
| 1965 | Tédio                                      | o Escritor |

### No teatro[3]
- 2014 - O Canto do Cisne
- 2011 - A Agonia do Rei de Ionesco
- 2009 - Maria Stuart de Schiller, com Julia Lemmertz
- 2006 - Molly Sweeney - um rastro de luz
- 1995 - Frankenstein
- 1991 - O Duplo
- 1982 - O Jardim das Cerejeiras, com Cleyde Yáconis e Walderez de Barros
- 1981 - As Tias
- 1978 - Caixa de Sombras
- 1974 - Um Bonde Chamado Desejo
- 1970 - O Balcão
- 1967 - O Versátil Mr. Sloane
- 1966 - A Alma Boa de Set-Tsuan
- 1966 - Os Inimigos
- 1964 - Andorra, com Miriam Mehler
- 1963 - Cidade Assassinada
- 1961 - A Beata Maria do Egito
- 1960 - O Fazedor de Chuva
- 1960 - A Pequena da Província

## Prêmios
- Indicação ao Prêmio Shell de Melhor Ator em O Mercador de Veneza, direção de Cláudio Torres Gonzaga
- Prêmio Governador do Estado de São Paulo - Melhor Ator em Caixa de Sombras, direção de Emilio de Biasi, 1978
- Prêmio pelo Conjunto de Obras no "FITA" (Festival Internacional de Teatro de Angra), 2011,  com A Agonia do Rei, direção de Dudu Sandroni
- Prêmio Gato de Ouro da TV Globo, como ator revelação na telenovela  A Grande Mentira,  1969
- Prêmio Arlequim de Melhor Ator (IV FPTA) em Tragédia em Nova York, de Maxwell Anderson, direção de Giacheri, 1954
- Prêmio de Melhor Ator com "O Demorado adeus", de "Tennessee Williams", Festival de Teatro promovido pela TV Tupi, 1956